# Ludovico I Gonzaga (1334-1382)
Ludovico I Gonzaga (alias Luigi II) (1334 – Mantova, 1382), detto anche Luigi, era figlio di Guido e di Beatrice di Bar. Fu il III capitano del popolo di Mantova.

## Biografia
Il padre Guido, dopo la salita al potere, aveva affiancato al governo di Mantova i propri tre figli (Ugolino, Ludovico e Francesco). Il maggiore, Ugolino, mostrò ben presto grande intraprendenza oscurando i fratelli minori. Questi, probabilmente gelosi del fratello, ordirono un complotto ai suoi danni assassinandolo il 14 ottobre 1362, durante una cena organizzata fra i tre. Vi è anche il sospetto che dietro all'assassinio vi fosse un movente politico, con Venezia a sfruttare il malcontento dei due fratelli minori. Il tragico evento venne in parte coperto, giustificandolo con una lite fra i tre fratelli, e il padre Guido, pur affranto, concesse il perdono pubblico ai due figli superstiti.
Nel 1368 Ludovico scoprì una congiura ordita contro di lui da Cansignorio della Scala, signore di Verona, tramite un fuoriuscito della famiglia, Corradino Gonzaga, residente nella città scaligera. Nell'estate dello stesso anno però anche il fratello Francesco morì in circostanze misteriose; pur non essendoci prove del fatto, tutti gli indizi portano a sospettare che anche questa seconda morte sia stata favorita da Ludovico, che si trovava così a rimanere unico successore del padre.
Una volta salito al potere (nella primavera del 1370 ebbe il mandato comunale), Ludovico iniziò una politica di amicizia con Milano, legandosi strettamente alla famiglia Visconti. Sotto questa ottica va visto anche il matrimonio concordato per il figlio Francesco con Agnese Visconti, figlia di Bernabò. Instaurò anche saldi rapporti commerciali con la Repubblica di Venezia.
Dal punto di vista della politica interna, Ludovico I viene tutto sommato ricordato per le sue oculate doti di buon governo, che permisero al paese di prosperare dal punto di vista economico.
Per prevenire possibili pericoli dall'esterno, munì il territorio di vaste fortificazioni; pericoli ebbe però a dover contrastare pure all'interno, a causa di due congiure ordite da suoi congiunti (una ordita da Antonio Gonzaga nel 1373), ma entrambe sventate.
Provvide anche a consolidare le fortificazioni di Castiglione mantovano, Borgoforte, Governolo e Sermide.
Morì a Mantova nel 1382 e fu sepolto nella Chiesa di San Francesco.

## Discendenza
Nel 1356 aveva preso in moglie Alda d'Este, figlia di Obizzo III, dalla quale ebbe due figli:
- Elisabetta (†1432), andata in sposa a Carlo I Malatesta, signore di Rimini;
- Francesco (1366-1407), che gli successe come quarto Capitano del Popolo.

Ludovico ebbe anche un figlio naturale, Febo.

## Ascendenza
|                    |                   |                                       | Genitori                 |  |  | Nonni |  |  | Bisnonni      |  |  | Trisnonni       |  |
|                    |                   |                                       |                          |  |  |       |  |  | Guido Gonzaga |  |  | Antonio Corradi |  |
|                    |                   |                                       |                          |  |  |       |  |  | Guido Gonzaga |  |  | Antonio Corradi |  |
|                    |                   | Richilde Pedroni                      |                          |  |  |       |  |  | Guido Gonzaga |  |  |                 |  |
| Luigi I Gonzaga    |                   |                                       |                          |  |  |       |  |  | Guido Gonzaga |  |  |                 |  |
|                    |                   | Estrambina di San Martino             | Strambino di San Martino |  |  |       |  |  |               |  |  |                 |  |
|                    |                   | Estrambina di San Martino             | Strambino di San Martino |  |  |       |  |  |               |  |  |                 |  |
|                    |                   | Estrambina di San Martino             | …                        |  |  |       |  |  |               |  |  |                 |  |
| Guido Gonzaga      |                   | Estrambina di San Martino             |                          |  |  |       |  |  |               |  |  |                 |  |
|                    |                   | Ramberto Ramberti                     | …                        |  |  |       |  |  |               |  |  |                 |  |
|                    |                   | Ramberto Ramberti                     | …                        |  |  |       |  |  |               |  |  |                 |  |
|                    |                   | Ramberto Ramberti                     | …                        |  |  |       |  |  |               |  |  |                 |  |
| Richilda Ramberti  |                   | Ramberto Ramberti                     |                          |  |  |       |  |  |               |  |  |                 |  |
|                    |                   | Margherita di Almerico dei Lavellongo | …                        |  |  |       |  |  |               |  |  |                 |  |
|                    |                   | Margherita di Almerico dei Lavellongo | …                        |  |  |       |  |  |               |  |  |                 |  |
|                    |                   | Margherita di Almerico dei Lavellongo | …                        |  |  |       |  |  |               |  |  |                 |  |
| Ludovico I Gonzaga |                   | Margherita di Almerico dei Lavellongo |                          |  |  |       |  |  |               |  |  |                 |  |
|                    | Enrico III di Bar | Tebaldo II di Bar                     |                          |  |  |       |  |  |               |  |  |                 |  |
|                    | Enrico III di Bar | Tebaldo II di Bar                     |                          |  |  |       |  |  |               |  |  |                 |  |
|                    | Enrico III di Bar | Jeanne de Toucy                       |                          |  |  |       |  |  |               |  |  |                 |  |
| Edoardo I di Bar   | Enrico III di Bar |                                       |                          |  |  |       |  |  |               |  |  |                 |  |
|                    |                   | Eleonora d'Inghilterra                | Edoardo I d'Inghilterra  |  |  |       |  |  |               |  |  |                 |  |
|                    |                   | Eleonora d'Inghilterra                | Edoardo I d'Inghilterra  |  |  |       |  |  |               |  |  |                 |  |
|                    |                   | Eleonora d'Inghilterra                | Eleonora di Castiglia    |  |  |       |  |  |               |  |  |                 |  |
| Beatrice di Bar    |                   | Eleonora d'Inghilterra                |                          |  |  |       |  |  |               |  |  |                 |  |
|                    |                   | Roberto II di Borgogna                | Ugo IV di Borgogna       |  |  |       |  |  |               |  |  |                 |  |
|                    |                   | Roberto II di Borgogna                | Ugo IV di Borgogna       |  |  |       |  |  |               |  |  |                 |  |
|                    |                   | Roberto II di Borgogna                | Yolanda di Dreux         |  |  |       |  |  |               |  |  |                 |  |
| Maria di Borgogna  |                   | Roberto II di Borgogna                |                          |  |  |       |  |  |               |  |  |                 |  |
|                    |                   | Agnese di Francia                     | Luigi IX di Francia      |  |  |       |  |  |               |  |  |                 |  |
|                    |                   | Agnese di Francia                     | Luigi IX di Francia      |  |  |       |  |  |               |  |  |                 |  |
|                    |                   | Agnese di Francia                     | Margherita di Provenza   |  |  |       |  |  |               |  |  |                 |  |
|                    |                   | Agnese di Francia                     |                          |  |  |       |  |  |               |  |  |                 |  |